# Orionští piráti
Orionští piráti je první epizoda druhé řady animovaného seriálu Star Trek. Premiéra epizody v USA proběhla 7. září 1974, v České republice 1. února 1998.

## Příběh
Hvězdného data 6334.1 federační loď USS Enterprise NCC-1701 vedená kapitánem Jamesem T. Kirkem je na cestě k planetě Deneb V ke příležitosti slavnostního otevření další akademie hvězdné flotily, když se u pana Spocka projeví nemoc choriocitóza, která je pro něj smrtelná. Dr. McCoy kapitánovi oznamuje, že existuje pouze jediný lék a sice droga zvaná strobolium.
Kirk dává rozkaz nabrat kurz maximálním warpem k nejbližší planetě s výskytem strobolinu. Ta je moc daleko, ale loď USS Potěmkin má tuto látku na palubě a předala jí federační nákladní lodi USS Huron, která jí má dopravit na Enterprise. Huron se však dříve, než s Enterprise, setkává s neznámým plavidlem, které míří přímo k němu. Posádka hlásí, že jej nelze identifikovat jako žádnou známou loď. Plavidlo neodpovídá na volání kapitána Huronu a při neúspěchu úhybných manévrů je vyslán nouzový signál směrem k Enterprise. Cizí plavidlo konečně kontaktuje USS Huron, ale pouze s výhrůžnou zprávou o vydání nákladu nebo jistého zničení.
Když Enterprise přilétá k Huronu, nachází jej v dezolátním stavu, bez nákladu a se zničenými motory. Posádka je většinou v bezvědomí. Ranění jsou přijati na palubu Enterprise a Kirk se vydává hledat útočníka. Arex záhy na senzorech objevuje cizí radiační stopu, zanechanou vesmírným plavidlem. Kapitán velí stopu sledovat. Cizí loď nachází v pásu asteroidů, které jsou při střetu silně výbušné. Arex poznává plavidlo Orionské civilizace. Kirk po kapitánovi žádá umožnění prohlídky, ale ten odmítá s tím, že Orionci nejsou zloději a jsou stále neutrální bez vázanosti na Federaci nebo jiné společenství. Hikaru Sulu oznamuje, že podle senzorů mají na palubě celý Huronův náklad dilithia, ale droga je příliš malá na zaměření. Kirk nabízí 0rioncům výměnu drogy za jeho mlčenlivost o incidentu a tím zachování jejich neutrality.
Kapitán Orionců Kirkovi nedůvěřuje a rozhodne si vzít od svého prvního důstojníka dálkové ovládání výbušniny, která by nechala explodovat celý pás asteroidů včetně obou plavidel. Orionci jsou ochotni se nechat zničit, jenom pro zachování neutrality jejich rasy. Při předání chce kapitán odpálit výbušninu, ale Kirk mu to nedovolí a začne rvačka. Mezitím Scotty na Enterprise vytuší úmysl Orionců a nechává oba transportovat na palubu. Kirk dává rozkaz odletět do bezpečné vzdálenosti. Orionci poznali, že jejich plán nevyšel a spustí autodestrukci.
Kirk přesvědčuje kapitána Orionců, že jejich smrt bude naprosto zbytečná, když on stejně přežije, o incidentu se Federace dozví a neutralita bude porušena. Na to kapitán dává své posádce rozkaz zrušit autodestrukční proceduru a souhlasí s vydáním nákladu. McCoy tak stihne podat drogu panu Spockovi, který se ihned začne uzdravovat.